# Маурино (Октябрьский сельсовет, Вологодский район)
Маурино — деревня в Вологодском районе Вологодской области. Входит в состав Майского сельского поселения (с 1 января 2006 года по 8 апреля 2009 года входила в Октябрьское сельское поселение), с точки зрения административно-территориального деления — в Октябрьский сельсовет.

## Название
Существует версия, что топонимы с основой Маур- — мерянского происхождения.

## География
Расстояние до районного центра Вологды по автодороге — 21,5 км, до центра муниципального образования Майского по прямой — 5 км. Ближайшие населённые пункты — Молочная, Овчинкино, Шаньково, Раскопино, Кулеберево, Белое, Марфино, Поповка, Прибытково, Ильинское, Молочное.

## Население
По переписи 2002 года население — 7 человек.